# Body (nourrisson)
Pour les articles homonymes, voir Body.
Un body, plus exactement dénommé justaucorps en français, est un sous-vêtement porté par les bébés. Il couvre le corps de la nuque aux fesses. Les manches peuvent être courtes ou longues.
Le body s'ouvre au niveau de l'entrejambe afin de faciliter le changement des couches. Le body croisé s'ouvre parfois jusqu'au col afin de déshabiller le bébé sans avoir à le passer par la tête alors que le body à encolure américaine se retire par la tête.
Il est souvent fait de coton pour ne pas irriter la peau du bébé et avec des boutons-pression pour limiter les manipulations.

## Types et conception

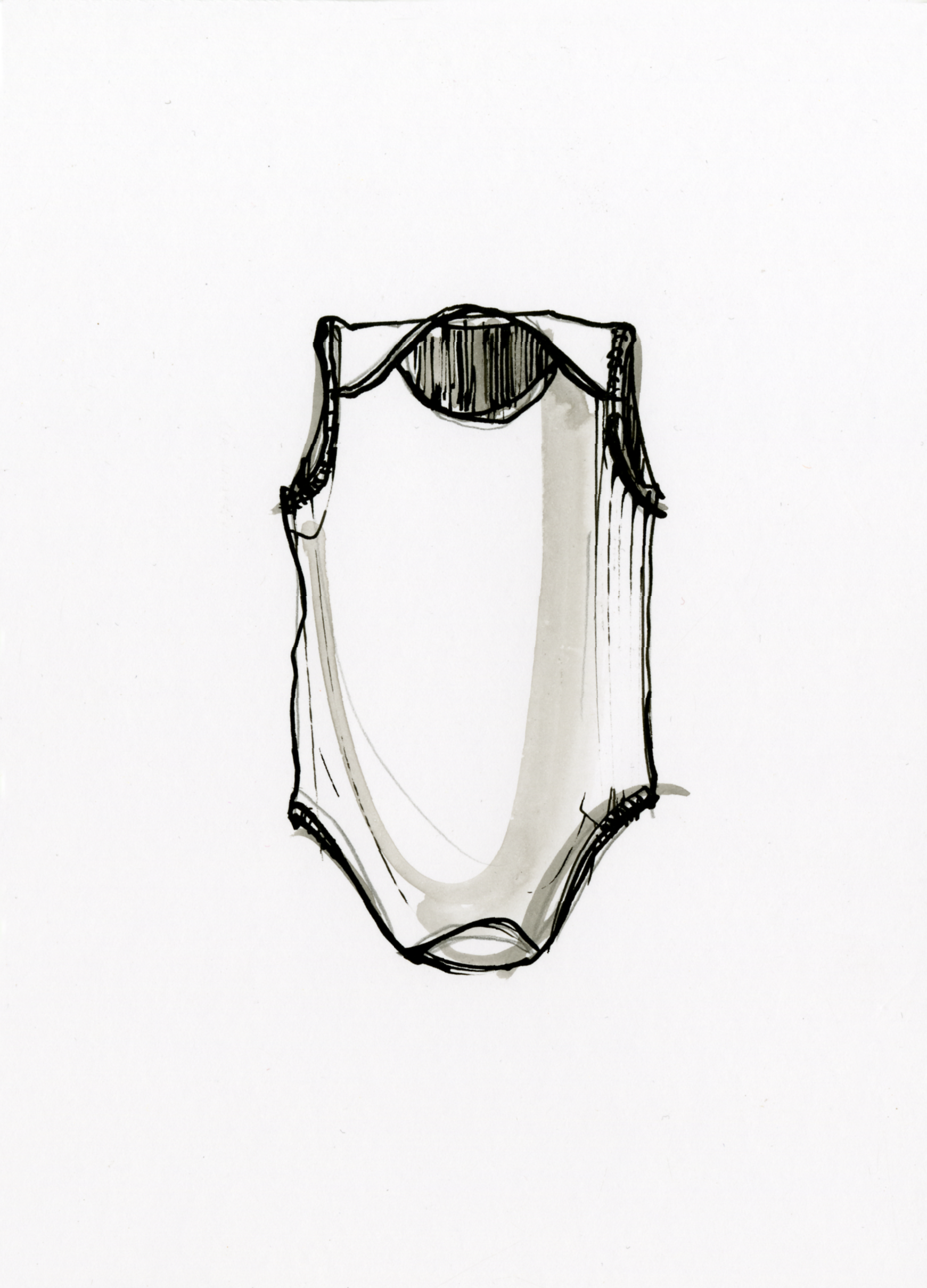
Figure 1. Body sans manches avec col à revers.
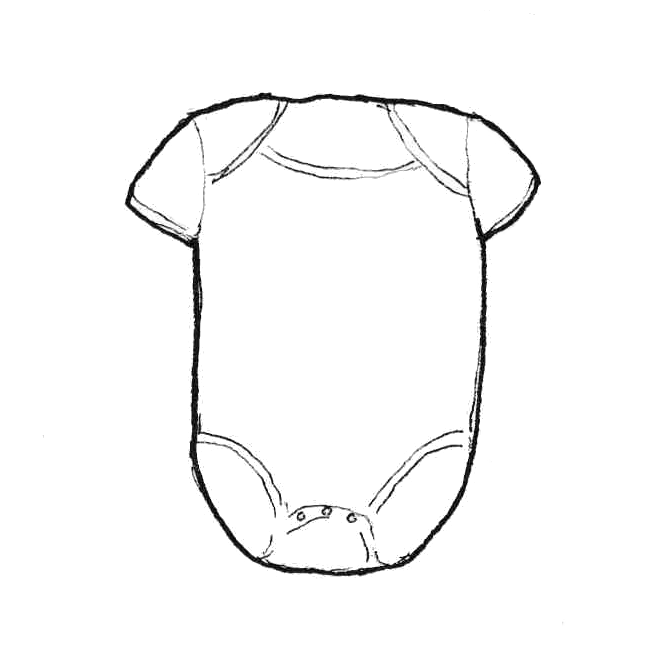
Figure 2. Body à manches courtes avec col à revers
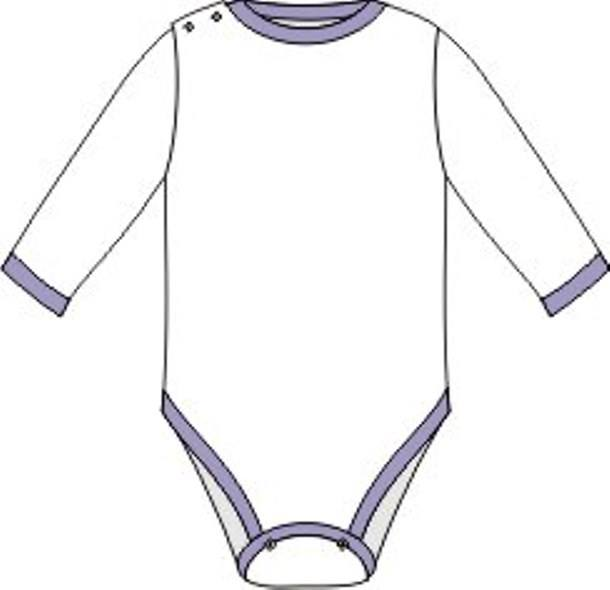
Figure 3. Body à manches longues avec col pressionné.